# Ричардс, Крис (футболист)
Кри́стофер Дже́ффри Ри́чардс (англ. Christopher Jeffrey Richards; род. 28 марта 2000, Бирмингем, Алабама, США) — американский футболист, защитник английского клуба «Кристал Пэлас» и сборной США.

## Клубная карьера
Ричардс — воспитанник клуба «Даллас». Летом 2018 года его заметили скауты немецкой «Баварии» и пригласили в команду. Для получения игровой практики Крис начал выступать за дублирующий состав.
20 июня 2020 года дебютировал в основном составе «Баварии» в матче немецкой Бундеслиги против «Фрайбурга», выйдя на замену Хави Мартинесу.
1 февраля 2021 года отправился в аренду в «Хоффенхайм».
27 июля 2022 года Ричардс перешёл в английский «Кристал Пэлас», подписав пятилетний контракт. Первоначальная стоимость трансфера составила €12 млн (£10 млн) и с бонусами может возрасти до €20 млн (£17 млн).

## Карьера в сборной
В 2018 году в составе молодёжной сборной США Ричардс выиграл молодёжный чемпионат КОНКАКАФ. На турнире он сыграл в матчах против команд Мексики и Гондураса.
3 ноября 2020 года Ричардс был впервые вызван в сборную США — на товарищеские матчи со сборными Уэльса 12 ноября и Панамы 16 ноября. В матче с панамцами дебютировал за звёздно-полосатую дружину, выйдя на замену на 80-й минуте вместо Мэтта Миазги.
18 июня 2023 года в финальном матче Лиги наций КОНКАКАФ 2022/23 против сборной Канады забил свой первый гол за сборную США. Попал в символическую сборную финала четырёх турнира.

## Достижения

### Командные достижения
«Бавария»
- Чемпион Германии (2): 2019/20, 2020/21
- Обладатель Суперкубка Германии (2): 2020, 2021
- Обладатель Суперкубка УЕФА: 2020

«Кристал Пэлас»
- Обладатель Кубка Англии: 2024/25
- Обладатель Суперкубка Англии: 2025

Сборная США (до 20 лет)
- Чемпион КОНКАКАФ среди молодёжных команд: 2018

### Личные достижения
- Член символической сборной финала Лиги наций КОНКАКАФ: 2022/23